# 長谷部徹 (作曲家)
長谷部 徹（はせべ とおる）は、日本の作曲家・編曲家。主にテレビドラマや映画の劇伴奏音楽（劇伴）を書いている。東京都中野区生まれ。一橋大学経済学部卒業。その後東京大学大学院医学系研究科（精神衛生学教室）修士課程修了。妻は風祭ゆき。
ベーシストを経て作曲家・編曲家になる。現在は主にオーケストラを使って映画やドラマの音楽を作る作曲家として知られているが、straight2heaven名義でWILDJUMBO LABEL（徳間ジャパンコミュニケーションズ）からクラブ系のアルバムもリリースしている。
1982年アン・スクール・オブ・コンテンポラリー・ミュージック（後のアン・ミュージック・スクール）主催のコンテストに自作曲でグランプリ受賞。夫人は女優の風祭ゆき。作曲家・編曲家の小六禮次郎は師匠にあたる。株式会社ミラクル・バス所属。2014年から2020年まで、トロンボーン奏者松本治主催のビッグバンド"Horny Funk Gang"の編曲陣に参加していた。

## 主な作品

### テレビドラマ
NHK
- 黒潮に乾杯（1989年）
- マッチポイント!（2000年）
- まっつぐ〜鎌倉河岸捕物控〜（2010年）

フジテレビ系
- 愛、命ある限り（1991年）
- その時、ハートは盗まれた（1992年）
- 悪魔のKISS（1993年）
- お願いデーモン!（1993年）
- 明るい家族計画（1995年）
- 僕らに愛を!（1995年）
- きらきらひかる（1999年） - 1曲のみ
- 安宅家の人々（2008年）

TBS系
- セカンド・チャンス（1995年）
- 若葉のころ（1996年）
- Dear ウーマン（1996年）
- 叫ぶ骨 -札幌・大沼・羊蹄山殺人行-（1997年）
- 友達の恋人（1997年）
- ラブとエロス（1998年）
- ママチャリ刑事（1999年）
- 白い影（2001年）
- 太陽の季節（2002年）
- ブラックジャックによろしく（2003年）
  - ザテレビジョン」ドラマアカデミー賞音楽賞受賞
- それは、突然、嵐のように…（2004年）
- 桜咲くまで（2004年）
- ホームドラマ!（2004年）
- 逃亡者 RUNAWAY（2004年）
  - 「ザテレビジョン」ドラマアカデミー賞音楽賞受賞
- 青春の門〜筑豊篇（2005年）
- トリプル・キッチン（2006年）
- 嫌われ松子の一生（2006年）
- 地獄の沙汰もヨメ次第（2007年）
- Tomorrow〜陽はまたのぼる〜（2008年）瀬川英史と共作

日本テレビ系
- せいぎのみかた（読売テレビ、1997年）
- 愛、ときどき嘘（1998年）
- みゅうの足パパにあげる（2008年）

テレビ朝日系
- 土曜ワイド劇場
  - 『タクシードライバーの推理日誌』シリーズ（1991年 - ）
  - 黒革の手帖（1996年）
- 小児救命（2008年） - 仲西匡と共作
- 宿命 1969-2010 -ワンス・アポン・ア・タイム・イン・東京-（朝日放送共同制作、2010年）

WOWOW
- 対岸の彼女（平山秀幸監督、2006年） - 文化庁芸術祭優秀賞受賞、放送文化基金賞テレビドラマ番組賞受賞。

### ラジオドラマ
- FMシアター（NHK-FM） 
  - 『ブレックファストゲーム』（1998年）
  - 『ネオ・ファウスト』（2001年）
  - 『パスクアル・ドゥアルテの家族』（2008年）
- 青春アドベンチャー（NHK-FM）
  - 『夏の魔術』（1997年）
  - 『窓辺には夜の唄』（1999年）
  - 『奇跡の星』（2004年）
  - 『垂直の記憶』（2006年）

### 映画
- 押忍!!空手部（村川透監督　1990年）
- 超能力者〜未知への旅人〜（佐藤純彌監督　1994年）
- 北京原人 Who are you?（佐藤純彌監督　1997年）
- 愛の流刑地（鶴橋康夫監督　2007年）
- 20世紀少年（堤幸彦監督）
  - 第1章（2008年）
  - 第2章 最後の希望（2009年）
  - 最終章 ぼくらの旗（009年）
- はやぶさ/HAYABUSA（堤幸彦監督　2011年）
- エイトレンジャー（堤幸彦監督　2012年）
- 恐竜を掘ろう（大和田伸也監督　2012年）
- エイトレンジャー2（堤幸彦監督　2014年）
- なぜ生きる 蓮如上人と吉崎炎上（大庭秀昭監督　2016年）
- 歎異抄をひらく（大野和寿監督   2019年）

### テレビ（ドラマ以外）
- NHKスペシャル「故宮〜美に隠された秘密」（Planet Terra名義。2014年）

### 舞台
- 新派「春に舞う」（1991年）
- ミュージカル
  - 『太平洋序曲』（2000年）
  - 『フットルース』（2001年）
  - 『ジンク・ホワイト』（2001年）
  - 『くるみ割り人形』（2002年）
  - 『ダンスレボリューション』（2012年）
  - 『ダンスレボリューション 2013』（2013年）
  - 『ダンスレボリューション 2014』（2014年）
- 劇団若獅子
  - 『目明かし金次郎 真昼の決闘』（2014年）
  - 『雪月花』（2015年）

### アニメ
- ふしぎなメルモ（WOWOW、1998年）
- バスカッシュ!（TBS、2009年） - 挿入歌「Underground」（作詞&ラップ：下町兄弟）

### テーマパーク・イベント
- パナソニック 東京パーン『動物たちのコンサート』（1992年）
- パナソニックセンター『コンセプト・ムービー』（2002年）
- 東京モーターショー『TOYOTA センターステージ』（1997年）
- 志摩スペイン村
  - 『カウントダウンフィエスタ'96 '97』（1995年・1996年）
  - 『DAN-KEY! FUN-KEY! DON-KEY!』（1996年）
  - 『エスパーニャ・カーニバル2002』（2002年）
- ポルトヨーロッパ『BREAKBEATS DANCE TERRIA』（1998年）

### ゲーム
- ランボー（1987年）
- 三國志VIII（2001年）
  - 三國志8 REMAKE（2024年）
- 真・三國無双3 Empires（2004年）
- 真・三國無双4（2005年）

### オリジナルビデオ
- 『しまじろうとおやこでうたおう』（ベネッセ）
- 『極道の血』（東映Vシネマ）
- 『コミックボンボン・秘伝忍法帳』（東芝EMI）
- 『原宿ポチのこんなことできるかなシリーズ』（ビクターエンタテインメント）
- 『桃尻娘』（にっかつ）
- 『オンブヤ』（にっかつ）

### 楽曲提供・編曲
- meg
- 篠原ともえ
- ゴリエ
- かの香織
- 西島三重子
- 宮村優子
- ボニージャックス
- 鳳山雅姫
- 札幌交響楽団
- プリンスホテルブラスバンド
- Horny Funk Gang

ほか

### 校歌
- 矢切特別支援学校校歌
- 大網白里特別支援学校校歌

### CM
- 髙島屋
- NTT
- 関電工

ほか

### プロモーション・ビデオ
- パナソニック
- ソニー
- 東京電力

ほか

## テレビ・ラジオ出演
- ジャスト（TBS、2004年）
  - 風祭ゆきと共に
- 世界バリバリバリュー（毎日放送、2007年7月11日）
  - 風祭ゆき、愛犬・プライド、フェリーと共に
- ジャスト・フィット・ミュージック（FMヨコハマ、2009年8月30日）
- クイズプレゼンバラエティー Qさま!!広辞苑3時間SP（テレビ朝日系列、2013年9月30日）
- 爆報! THE フライデー（TBS、2014年5月16日、2016年9月2日）
  - 風祭ゆき、愛犬・エンツォと共に